# Marge prodává nemovitosti
Marge prodává nemovitosti (v anglickém originále Realty Bites) je 9. díl 9. řady (celkem 187.) amerického animovaného seriálu Simpsonovi. Scénář napsal Dan Greaney a díl režíroval Swinton O. Scott III. V USA měl premiéru dne 7. prosince 1997 na stanici Fox Broadcasting Company a v Česku byl poprvé vysílán 4. ledna 2000 na stanici ČT1.

## Děj
Homer táhne Marge na policejní aukci zabaveného majetku. Koupí tam Haďákovo auto Li'l Bandit. Když ho Haďák uvidí, přísahá, že Homera zabije. Po aukci se Marge setká s Lionelem Hutzem, který se stal realitním makléřem. Marge se rozhodne zkusit práci na vlastní kůži a začne pracovat pro Hutze v realitní kanceláři Red Blazer a je přítomna tomu, když Nick prodává dům Whitmanových, na kterém Ol' Gil pracoval 21 let. Potenciálním kupcům říká svůj upřímný názor na domy, které jim ukazuje. 
Kvůli své upřímnosti Marge žádný dům neprodá. Hutz ji informuje, aby při prodeji domů používala pozitivnější popisy, a také Marge oznámí, že pokud během prvního týdne neprodá žádnou nemovitost, dostane výpověď. Marge se snaží ohýbat pravdu, ale nedaří se jí to, protože druhým prostě lhát nemůže. Marge neprozradí celou pravdu o domě, který prodává Nedu Flandersovi a jeho rodině a v němž došlo k několikanásobné vraždě. Flandersovi dům koupí a rozloučí se se Simpsonovými. 
Mezitím Haďák uteče z vězení a naskočí do Li'l Bandita, aby od Homera získal auto. Začnou spolu bojovat, aby získali kontrolu nad jedoucím autem, a náčelník Wiggum je začne pronásledovat. 
Marge se cítí provinile kvůli svému podvodu a obává se o bezpečnost Flandersových, a tak je jde zkontrolovat do jejich nového domu. Tam jim řekne pravdu o vraždách, oni se na ni ale nezlobí. Ned a Maude jsou naopak rádi, že se stanou součástí springfieldské historie, a odmítnou Marginu nabídku na vrácení zálohy. Dům je však o několik vteřin později zničen, když do něj narazí Li'l Bandit a Wiggumovo policejní auto. Marge vrátí Flandersovi zálohu. Hutz, naštvaný kvůli nákladům na škody a hlavně kvůli vrácení peněz, Marge vyhodí (dá jí červený blejzr s vyšitým nápisem „vyhozená“). Na konci epizody vezme Homer Marge na úřad práce, aby si vyzvedla sociální dávky. 

## Produkce
Scenáristé chtěli natočit „epizodu s Marge“, ale takovou, ve které se jí na rozdíl od předchozích dílů nepovede její práce. V epizodě se poprvé objeví Gil Gunderson, kterého namluvil Dan Castellaneta, a Cookie Kwanová, jíž namluvila Tress MacNeilleová. Haďákovo vězeňské číslo je 7F20, což je produkční kód epizody Válka Simpsonových, ve které se objevil poprvé.
Scéna s klavírním drátem měla končit rozkrojením Kirkova sendviče přesně tak, jak to Kirk chtěl, dokud George Meyer nenavrhl, aby mu místo toho uřízli ruku. Mike Scully popsal následný smích nad jeho návrhem jako nejintenzivnější, jaký kdy od štábu slyšel, a řekl: „Doslova se dusili, protože ten vtip byl tak nečekaný. Byl to šokovaný smích, který se začal valit, jeden z těch smíchů, které narůstají tím víc, čím víc se ve vás odrážejí.“ Ve frontě na podporu v nezaměstnanosti je příjemce podpory s kloboukem a vousy karikaturou George Meyera. Kvůli smrti Phila Hartmana byly ze seriálu vyřazeny postavy Lionel Hutz a Troy McClure, tato epizoda je tak posledním mluveným vystoupením Lionela Hutze, v některých dalších epizodách se objeví pouze jako postava v pozadí. Troy McClure se naposledy objeví ve třetí epizodě desáté série Bart v úloze matky.

## Kulturní odkazy
Název epizody je narážkou na film Bolestná realita (anglicky Reality Bites) z roku 1994. Gil Gunderson je založen na postavě Jacka Lemmona, který ztvárnil Shelleyho Leveneho ve filmu Konkurenti z roku 1992.
Když Homer poprvé projíždí kolem Haďáka v kabrioletu, zpívá: „Jmenuji se Luka a bydlím ve druhém patře.“ Text pochází z hitu „Luka“ od Suzanne Vega. 
V jednom okamžiku epizody Haďák nastraží přes silnici drát, aby Homera, který projíždí kolem, připravil o hlavu. Drát dodává společnost Acme, podle značky zařízení, které používal Kojot Vilda, když se snažil zastavit Road Runnera v kresleném seriálu Looney Tunes.
Když Ned Flanders vysvětluje Marge, že malovali Toddův pokoj na červeno, Todd začne říkat „Červený pokoj, červený pokoj!“ a pohybuje prstem, podobně jako to dělá postava Dannyho ve filmu Osvícení. Samotný dům odkazuje na ten ve filmu Psycho. Když Marge objeví Flanderse na podlaze, napodobuje záběr z filmu Vertigo. 
Lionel Hutz předčítající Marge seznam zničených věcí je poctou filmové sérii Smrtonosná zbraň.
Na titulní straně novin, které informují o „vraždách žárlivého žokeje“, je pod titulkem uvedeno „Paní Astorová v bezpečí“. Jedná se o odkaz na titulní stranu deníku The New York Times z 15. dubna 1912, který o tři dny dříve informoval o potopení RMS Titanic a zároveň ujišťoval, že „Ismay je v bezpečí, paní Astorová možná“.
Haďákovo auto má podobu kabrioletu Pontiac Firebird Trans Am z roku 1968 a jeho jméno Lil' Bandit odkazuje na Lil' bastard Jamese Deana.

## Přijetí
V původním vysílání se díl umístil na 21. místě ve sledovanosti v týdnu od 1. do 7. prosince 1997 s ratingem 10,8, což odpovídá přibližně 10,6 milionu domácností. V tom týdnu to byl třetí nejsledovanější pořad na stanici Fox, hned po seriálech Akta X a Tatík Hill a spol.
Autoři knihy I Can't Believe It's a Bigger and Better Updated Unofficial Simpsons Guide uvedli: „Jednoduchá, ale příjemná hříčka, s několika závěrečnými minutami ve vražedném domě, které jsou obzvláště vtipné. Nejlepší je však představení nešťastného Gila, který je předurčen k tomu, aby byl vždy paprskem světla v každé epizodě!“.
Epizoda je uvedena na speciální DVD kompilaci z roku 2003 s názvem The Simpsons: Risky Business spolu s epizodami Marge jde do zaměstnání, Hrdinný kosmonaut Homer a Homer ve službě.